# Броненосцы типа «Полтава»
Броненосцы типа «Полтава» — серия эскадренных броненосцев Российского императорского флота 1890-х годов из трёх кораблей: «Полтава», «Петропавловск» и «Севастополь».

## Описание конструкции

### Корпус

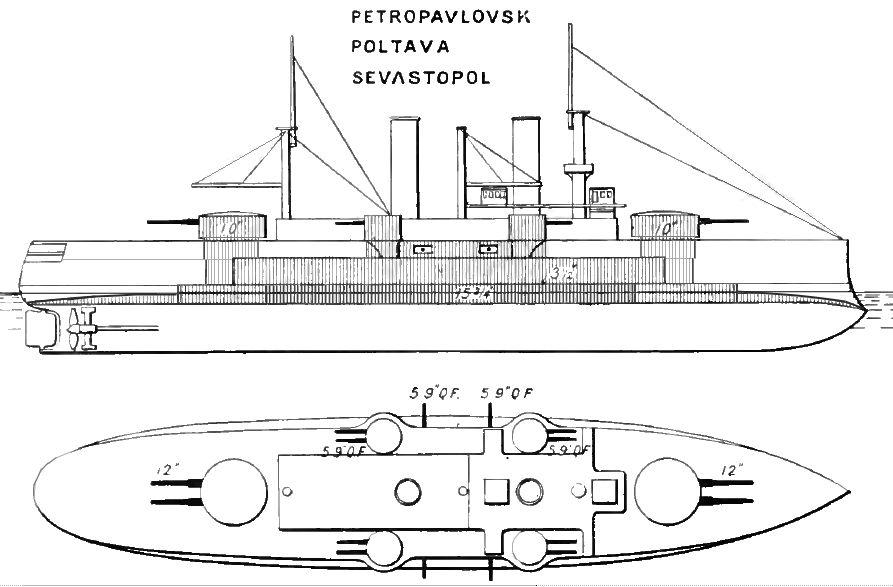
Схема Броненосца типа «Полтава»

Корабли типа «Полтава» имели гладкопалубный корпус с прямым форштевнем и скруглённой кормой, отличавшийся весьма необычной особенностью: большим завалом внутрь бортов над главной палубой в нос и корму от башен среднего калибра, особенно хорошо заметным на поперечных сечениях броненосцев. Такая конструкция способствовала уменьшению верхнего веса, что отчасти компенсировало высокое расположение орудий в тяжёлых башенных установках, а главное — если не исключало, то сильно снижало разрушающее воздействие на верхнюю палубу пороховых газов от орудий среднего калибра, когда они стреляли вдоль диаметральной плоскости. Корпус имел три полных палубы: нижнюю, главную (батарейную) и верхнюю. Таран, расположенный полностью под водой, выдавался вперёд от форштевня на 2 м. Примерно от центра носовой башни до центра кормовой проходили боковые кили.
Шпация в средней части корабля (по длине бронепояса — между 20 и 80 шпангоутами) составляла 1,22 м, в оконечностях — 0,92 м. На шпангоутах 5, 9, 14, 20, 32, 48, 60, 70, 80 и 85 имелись поперечные переборки, доходившие до нижней палубы. В машинно-котельных отделениях имелась продольная переборка в диаметральной плоскости, а также две бортовых, причём в машинных отделениях бортовые переборки были ближе к бортам, чем в котельных. Между наружной обшивкой и бортовыми переборками располагались главные угольные ямы.

### Бронирование
Информация по бронированию броненосцев типа «Полтава» весьма противоречива и неполна. Изначально корабли предполагалось защитить сталежелезной бронёй, вскоре появилась полностью стальная броня, которую начали легировать добавками хрома или никеля. Спустя немного времени сталь придумали закалять по способу Гарвея и в конце концов — методом Круппа. Эти изменения, произошедшие на протяжении буквально нескольких лет, постарались учесть и на «полтавах», из-за чего у кораблей этой серии броня различалась и по толщине, и по качеству, а абсолютно достоверной информации по их бронезащите в открытой печати не встречалось.
На «Севастополе», по всей вероятности, использовалась сталеникелевая броня, за исключением среднего участка главного пояса: для него в США на заводе «Бетлехем айрон компани» было куплено 550 т гарвеевской стали. В русских документах того времени это предприятие обычно именуют Вифлеемским заводом, поскольку название библейского Вифлеема по-английски записывается как Bethlehem, а именно так называется американский город, где располагалось указанное сталелитейное предприятие.
Главный бронепояс «Севастополя» имел длину 73,15 м и высоту 2,29 м, при нормальной осадке уходя под воду на 1,39 м. Средняя его часть длиной 46,2 м (между шпангоутами 32 и 70) на высоте 1,23 м от верхней кромки имела толщину 368 мм, а ниже плавно утончалась до 184 мм (именно она, похоже, была из гарвеевской брони). Остальная часть пояса имела толщину 254 мм, тоже утончаясь к нижней кромке до 127 мм. С концов главный пояс замыкался броневыми траверзами толщиной 229 мм в носу и 203 мм в корме.
23 ноября 1895 года на Охтинском полигоне 368-мм плиту гарвеевской стали из партии, предназначенной для установки на «Севастополь», подвергли испытательному расстрелу и 229-мм 30-калиберного орудия (вес снаряда 178—179 кг, скорость при ударе в плиту до 588 м/с). Ни один из выстрелов плиту так и не пробил. Расчёты показали, что сопротивляемость этой бронеплиты эквивалентна 635-мм железной бронеплите.
Выше главного проходил верхний пояс толщиной 127 мм, высотой 2,29 м и длиной около 50 м. С концов он закрывался наклонными к диаметральной плоскости переборками той же толщины, доходящими до барбетов башен главного калибра. С каждого борта в этих переборках было по двери.
Броневая палуба, проходящая по верхней кромке главного пояса, имела толщину 51 мм. В оконечностях, не имевших бортовой брони, она опускалась ниже ватерлинии и принимала карапасную форму, имея толщину 63,5 мм в горизонтальной части и 76 мм на скосах.
Башни главного калибра и их барбеты имели толщину 254 мм. Крыши этих башен имели толщину 51 мм.
Башни среднего калибра и их барбеты имели толщину 127 мм, их крыши — 25 мм.
Батарея 152-мм орудий никакой защиты, кроме обшивки борта, не имела. Однако с началом войны обшивку усилили железными листами суммарной толщиной 76 мм.
Боевая рубка защищалась 229-мм бронёй.
Главные отличия кораблей типа «Полтава» заключались в бронировании, причём абсолютно достоверной информации по этому поводу в открытой печати не появлялось. Броненосцы строились во время быстрого прогресса металлургии, когда буквально за несколько лет сталежелезная броня была заменена на стальную (в частности, на получившую широкое распространение сталеникелевую), чуть позже — на сталь, закалённую по способу Гарвея, а ещё спустя немного времени — по способу Круппа. Эти достижения постарались учесть и на строившихся русских кораблях, но удалось это в разной степени.
«Петропавловск» имел типичную для броненосцев того периода схему бронирования, основой которой являлся главный броневой пояс по ватерлинии длиной 73,15 м (65 % длины корпуса) и высотой 2,29 м (из которых при нормальной осадке 1,39 м находилось под водой). Главный броневой пояс защищал машины, котлы и основания орудийных башен. В центральной части на протяжении 46,2 м (между 32 и 70 шпангоутами) его толщина составляла 406 мм, а далее в нос и корму (к 20 и 80 шпангоутам), в районе башен главного калибра, толщина броневых плит уменьшалась до 305 мм. К нижней кромке плит их толщина снижалась вдвое, до 203 мм в центральной части и до 152 мм ближе к оконечностям. С носа пояс закрывался броневым траверзом толщиной 229 мм, с кормы — толщиной 203 мм..
Над главным броневым поясом находился верхний броневой пояс длиной около 50 м, высотой 2,29 м и толщиной 127 мм, упиравшийся в барбеты башен главного калибра.
Сверху главный пояс закрывался плоской броневой палубой толщиной 51 мм, за пределами броневого пояса бронепалуба становилась сводчатой (карапасной) толщиной 63,5 мм в плоской части и 76 мм на скосах.
Башни и барбеты главного калибра были защищены бронёй толщиной 254 мм, крыша башен имела толщину 51 мм. Башни и барбеты среднего калибра имели толщину брони 127 мм, крыши — 25 мм.
Четыре расположенных в батарее 152-мм орудия никакой защиты, кроме бортовой обшивки, не имели. Однако с началом русско-японской войны весь борт между башнями среднего калибра между главной и верхней палубами был защищён полудюймовыми листами железа суммарной толщиной 76 мм.
Боевая рубка была защищена 229 мм бронёй.
Качество брони отличалось на разных участках. Большая часть вертикального бронирования была выполнена из сталеникелевой брони, изготовленной на Ижорском заводе. Броневая палуба была изготовлена из мягкой никелевой стали. На центральную часть пояса толщиной 406 мм пошла специально закупленная в США на заводе фирмы «Бетлехем айрон компани» гарвеевская броня (всего приобретено 605 тонн по 485,55 рублей за тонну). Правда, с последней не всё ясно. Дело в том, что 1 июля 1895 года на Охтинском полигоне проводили испытания 406-мм бронеплиты из партии, предназначенной для «Петропавловска», но эта плита была сталеникелевой, а не закалённой по способу Гарвея. Она была пробита третьим выстрелом из 229-мм орудия с длиной ствола 30 калибров (скорость снаряда при ударе 531 м/с, его вес — 179 кг). Расчёты показали, что испытанная бронеплита по сопротивляемости эквивалентна 546-мм железной броне. В то же время 368-мм плита для «Севастополя», которая действительно была гарвеевской, пробита на испытаниях так и не была, и её сопротивляемость оценили в 635 мм железа. Таким образом, остаётся неясным, был ли центральный участок пояса «Петропавловска» выполнен из гарвеевской брони и если был, то какая именно его часть.
Конструктивной противоторпедной и противоминной защиты, за исключением расположенных у бортов угольных бункеров и двойного дна, броненосцы не имели.

### Артиллерийское вооружение
Главный калибр броненосцев типа «Полтава» был вполне традиционным и состоял из четырёх 305-мм орудий с длиной ствола 40 калибров, размещённых в двух башнях в носу и корме корабля. Наряду с броненосцами «Три Святителя» и «Сисой Великий» они получили пушки этой системы (ранее применялись 35- и 30-калиберные). Орудия изготовил Обуховский завод, а башни заказали Металлическому.
По первоначальному проекту бронезащита каждой башни главного калибра весила 446 т, но после изменения конструкции вес брони, включая подкладку, удалось снизить до 316—328 т (вся башня без орудий весила 496 т). Как впоследствии выяснилось, конструкция получилась недостаточно прочной, и её пришлось подкреплять, что в итоге свело на нет достигнутую экономию веса, но даже после этого стрелять полными зарядами из обоих орудий сразу в мирное время разрешалось лишь в крайних случаях.
Приводы наводки и заряжания были гидравлическими, а подача боеприпасов — электрической. Угол горизонтального наведения составлял 270°, угол возвышения орудий — от −5° до 15°, скорость горизонтального наведения — до 2,2 град/с. Заряжание производилось при любом угле горизонтального наведения, но при фиксированном вертикального. Контрактная скорострельность составляла один выстрел в полторы минуты, однако из-за неудачной конструкции замка вкупе с требованием обеспечить возможность заряжания и выстрела одним человеком реальная скорострельность была существенно ниже: на неприцельный выстрел уходило 2—2,5 минуты (из которых открытие и закрытие замка гидравлическим приводом занимало по 14 с) это было следствие применения на русских крупнокалиберных пушках отнимавшего много времени на открывание и закрывание затвора системы Розенберга, тогда как затвор Велина выполнял те же операции за 5—7 сек. В боекомплект каждого 305-мм орудия входило 58 выстрелов.
В качестве среднего калибра изначально предполагалось установить восемь 203-мм 35-калиберных орудий в четырёх барбетах, однако после принятия на вооружение скорострельных пушек системы Канэ было принято решение использовать их. Поскольку 152-мм 45-калиберное орудие Канэ было более чем вдвое легче старой восьмидюймовки, в дополнение к башенным пушкам удалось поставить ещё четыре в небронированной батарее, размещённой между башнями среднего калибра. С началом русско-японской войны эти четыре пушки были защищены со стороны борта листами железа суммарной толщиной 76 мм. Действенность этой защиты, впрочем, проверить не удалось: ни одного попадания в батарею за время войны не было.
Башни среднего калибра были изготовлены Обуховским заводом и имели поворотный стол круглой формы. Носовые башни имели углы горизонтального наведения от 0° до 135° на борт, кормовые — от 45° до 180°. Углы вертикального наведения находились от −5° до +15…18°. Башни имели электрический и ручной приводы горизонтального наведения; в вертикальной плоскости орудия наводились только вручную.
Орудия в батарее наводились вручную; угол наведения в горизонтальной плоскости составлял 100° (по 50° вперёд и назад от траверза), вертикального — от −5° до +15°.
В боекомплект каждой пушки входило 200 выстрелов раздельно-гильзового заряжания.
Противоминная батарея включала двенадцать 47-мм и 28 37-мм одноствольных пушек Гочкиса. 47-мм были установлены побортно на спардеке (по бокам боевой рубки, носовой трубы и грот-мачты), на главной палубе перед становыми якорами и кормовым балконом и в самой корме под балконом. Десять 37-мм пушек находились на боевом марсе, шесть — на навесном мостике, четыре — в корме на главной палубе и шесть — в корме на нижней палубе. Ещё два 37-мм орудия предназначались для вооружения минных катеров.
В ходе войны орудия нижней палубы были сняты: они стояли слишком близко к воде и использоваться практически не могли. Часть из них перенесли на кормовой балкон, спардек и навесной мостик, а остальные пошли на береговые позиции Порт-Артура.
Артиллерийское вооружение корабля традиционно включало две 63,5-мм десантные пушки Барановского, которые могли устанавливаться на корабельных или колёсных лафетах, а также стрелять с крупных шлюпок.

### Минное вооружение
Корабль имел четыре 381-мм надводных торпедных аппарата и два подводных 457-мм. Два 381-мм неподвижных аппарата стояли без какой-либо защиты в оконечностях корабля, ещё два подвижных находились несколько позади грот-мачты и перед кормовой башней за 127-мм бронёй верхнего пояса и имели углы наведения от 35° в нос до 45° в корму. 457-мм аппараты были установлены неподвижно перед носовой башней под углом 12° в корму от траверза.
Помимо торпед, корабль имел 50 сфероконических мин заграждения, хранящихся в минном погребе под отделением подводных торпедных аппаратов. Устанавливались мины с катеров и шлюпок, соединённых в так называемые «минные плотики».
Минные паровые катера (две единицы) могли вооружаться одним метательным минным аппаратом и одной 37-мм пушкой каждый.

### Энергетическая установка
Две главные паровые машины проектной мощностью 10 600 л. с. (к несчастью для «Севастополя» машины были заказаны не в Англии, как случилось с его систершипами, а на петербургском Франко-Русском заводе). Машины были вполне обычными механизмами тройного расширения и работали на четырёхлопастные гребные винты диаметром 4,5 м.
На кораблях было установлено 16 цилиндрических паровых котлов в двух котельных отделениях. По проекту паропроизводительность котлов при естественной тяге была достаточна для мощности 9000 л. с., что обеспечивало ход 16 узлов; при использовании форсированного дутья мощность возрастала до 10 600 л. с., а скорость — до 17 узлов. «Полтавы» стали последними русскими броненосцами с цилиндрическими котлами, подъём пара в которых занимал в несколько раз больше времени, чем в уже появившихся водотрубных.
Обе дымовые трубы имели меньшую высоту, чем расположенная между ними вентиляционная мачта (соотношение высот труб и этой мачты являлось главным внешним отличием броненосцев типа «Полтава»). На «Севастополе» они были круглыми, в то время как на двух других броненосцах типа «Полтава» вторая труба была эллиптической: в неё выходили дымоходы шести, а не восьми котлов (на этих кораблях устанавливалось по 14 котлов).
По официальным данным, на дополнительном трёхчасовом пробеге 11 июля 1900 года (основной, проводившийся 16 октября 1899 года, был прерван из-за аварии рулевого привода) при водоизмещении 11 249 т «Севастополем» была показана мощность 9368 индикаторных л. с. и средняя скорость 16,41 уз. Недогруженная «Полтава» (отсутствовала вся артиллерия, кроме пушек главного калибра) при мощности 11 255 инд. л. с. развила среднюю скорость 16,29 узла при максимальной 16,5 уз, а «Петропавловск» при водоизмещении 10 890 т и мощности 11 213 инд. л. с. показал средний ход 16,38 узла и максимальный 16,86 узла. На семичасовых испытаниях «Севастополь» развил лишь 15,3 узла.
Запас угля (700 т нормальный и 1050 т полный; по другим данным, 900 и 1500 т соответственно) по проекту должен был обеспечить дальность плавания 10-уз ходом в 4500 миль. Реальная дальность плавания оказалась меньше: 10-уз ходом при запасе 900 т — 2800 миль, при запасе 1200 т — 3750 миль; 15-уз ходом при полном запасе — 1750 миль.

### Другие судовые системы
Электроэнергию вырабатывали пять генераторов завода «Сименс и Гальске»; четыре из них обеспечивали силу тока в 640 А каждый и один — 320 А.
Шесть боевых прожекторов диаметром 75 см с углами действия 180°—220° размещались попарно на салинге фок-мачты, и на площадках грот-мачты и средней мачты между трубами.
В 1897 г. «Полтава» и «Севастополь» и стали первыми русскими кораблями, получившими стационарные радиостанции системы Попова-Дюкретэ с дальностью действия до 15 миль.
Набор шлюпок был стандартным для кораблей 1 ранга: два паровых минных катера на кильблоках верхней палубы между башнями среднего калибра, два 20-вёсельных баркаса и два 16-вёсельных катера на спардеке, два 14-вёсельных катера, два вельбота (командирский и рабочий) и два яла — эти шесть шлюпок при стоянке на рейде висели на шлюпбалках, а в походе устанавливалис вторым ярусом на спардеке. Для спуска и подъёма катеров и баркасов имелось четыре грузовых стрелы — по две на грот-мачте и вентиляционной мачте между трубами.
Якорное устройство включало два становых адмиралтейских якоря весом около 6,5 т, хранящихся на манер кораблей парусного флота, лишь крамболы и кат-балки стали металлическими. На их уборку уходило около часа времени. На открытом участке батарейной палубы под портами ближайших к корме 152-мм орудий хранились два вспомогательных якоря системы Мартина.
Экипаж корабля насчитывал 21—27 офицеров и 605—625 нижних чинов.

## Представители класса
| Название        | Место постройки                    | Закладка        | Спуск на воду        | Вступление в строй | Выведен              | Судьба                                                                     |
| --------------- | ---------------------------------- | --------------- | -------------------- | ------------------ | -------------------- | -------------------------------------------------------------------------- |
| «Полтава»       | Общество Франко-Русских Заводов    | 15 февраля 1892 | 25 октября 1894 года | 3 июня 1900 года   | 3 июня 1924 года     | Разобран на металл в 1924 году                                             |
| «Петропавловск» | Галерный островок, Санкт-Петербург | 7 мая 1892      | 28 октября 1894      | 1899               | 31 марта 1904 года   | Погиб 31 марта 1904 года Подорвался на мине во время Русско-японской войны |
| «Севастополь»   | Галерный островок, Санкт-Петербург | 22 марта 1892   | 25 мая 1895          | 15 июля 1900       | 20 декабря 1904 года | Затоплен экипажем 20 декабря 1904 года накануне капитуляции Порт-Артура    |

## Общая оценка проекта
На момент начала постройки корабли типа «Полтава», вооружённые четырьмя 305-мм и двенадцатью 152-мм орудиями, могли считаться сильнейшими броненосцами мира. Однако строились они медленно, и к моменту их вступления в строй во флотах ведущих морских держав уже были корабли, не уступающие им в боевой мощи.
Если говорить о проекте в целом, не касаясь сроков и качества его реализации, то можно отметить лишь два безусловных недостатка. Первый из них — это неполное бронирование ватерлинии. В начале 1890-х годов уже появились скорострельные пушки среднего калибра с достаточно мощными фугасными снарядами, способными превратить небронированный борт любого корабля в решето. Чтобы кардинально повысить площадь забронированного борта, необходимо было существенно снизить толщину брони. Появление более качественной стали, закалённой по способу Гарвея, а затем и Круппа, позволяло сделать это без ущерба для стойкости брони, однако «полтавы» проектировались слишком рано, из-за чего стали обладателями излишне толстого, но слишком короткого пояса.
Другой недостаток — никудышная противоминная артиллерия. Правда, на начало 1890-х годов три-четыре десятка 47-мм и 37-мм стволов ещё можно было считать более-менее достаточным для отражения атаки миноносцев, но на рубеже веков, когда корабли реально вступали в строй, эти пушки уже стали почти бесполезными. По-хорошему следовало бы в ходе достройки и испытаний модернизировать броненосцы, сняв малокалиберную артиллерию и поставив дюжину 75-мм пушек, но этого сделано не было.
Размещение среднего калибра в башнях казалось весьма перспективным, но на практике себя не оправдало. Башенные орудия имели большие углы обстрела и неплохую защиту, однако из-за несовершенства электрических приводов того времени, тесноты и плохой вентиляции имели намного меньшую скорость наведения и худшую скорострельность, чем пушки в казематах или палубных установках. Недаром после русско-японской войны от применения башен для среднекалиберной артиллерии отказались на 20 лет.
Наиболее корректным и при этом исторически оправданным будет, пожалуй, сравнение «полтав» с построенными в Англии японскими броненосцами «Фудзи» и «Ясима», начатыми строительством позже русских кораблей, да вдобавок на верфях ведущей военно-морской державы мира, и поэтому имевших больше возможностей вобрать в себя все достижения тогдашнего военного кораблестроения.
Главный калибр «Полтавы» и «Фудзи» был примерно равноценным (используемые японцами более тяжёлые снаряды дали им ощутимое преимущество в русско-японской войне, однако это не является достоинством самого орудия и тем более корабля: после войны в России стали применять с теми же пушками ещё более тяжёлые и мощные снаряды). Часть боезапаса японцы хранили прямо в башнях главного калибра, что позволяло сделать им несколько выстрелов со значительно более высоким темпом, чем на русских кораблях, однако в дальнейшем скорость стрельбы резко снижалась. Вдобавок хранение снарядов прямо в башне было чревато их детонацией в результате удачного выстрела противника. В то же время угол возвышения японских 305-мм орудий был больше, что обеспечивало им большую дальность стрельбы. В сражении флотов это особой роли не играло из-за слишком низкой точности, однако давало преимущество при бомбардировке сухопутных объектов или неподвижных кораблей.
Средний калибр у «полтав» насчитывал 12 орудий против 10 у «Фудзи», причём русские пушки при равном калибре были более длинными, что в теории обеспечивало им более высокие баллистические характеристики и особенно бронепробиваемость. Тем не менее, реальной пользы от этого было немного, поскольку на фактических дистанциях боя пробить броню зачастую не могли даже 305-мм снаряды, и поэтому основной функцией среднего калибра стало разрушение небронированных частей вражеского корабля; для выполнения же этой задачи основную роль играет качество фугасных снарядов, а не баллистические характеристики орудия — а с фугасами у России было плохо (хотя это опять-таки не относится к достоинствам или недостаткам орудий или кораблей как таковых). В то же время среднекалиберная батарея «полтав» была лучше защищена: восемь из двенадцати пушек находились в башнях, в то время как на «Фудзи» в бронированных казематах стояли лишь четыре пушки. Правда, это отчасти компенсировалось существенно более низкой скорострельностью и меньшей надёжностью башенных установок того времени; в то же время расположение среднего калибра в башнях увеличивало углы обстрела этих орудий.
Единственное неоспоримое преимущество артиллерии «Фудзи» заключалось в более мощной противоминной батарее, что, однако, в значительной мере было достигнуто путём модернизации корабля, что можно было сделать и по отношению к «полтавам».
Главный бронепояс что «полтав», что «Фудзи» был очень толстым. У «японца» его толщина достигала 457 мм, что вкупе с применением гарвеевской стали делало его практически непробиваемым. Более тонкий пояс русских кораблей (368 или 406 мм) был скорее достоинством: в теории пробить его было легче, но на практике для этого требовалось сблизиться чуть ли не в упор, что в реальном бою невозможно; в то же время меньшая толщина брони позволяла снизить её вес (а значит, и водоизмещение корабля) или увеличить забронированную площадь. «Полтавы» были короче, чем «Фудзи», но их главный пояс был длиннее, а это существенно уменьшало площадь небронированных оконечностей и повышало устойчивость русских кораблей в бою (по мнению некоторых специалистов, броненосцы типа «Фудзи» могли погибнуть от разрушения оконечностей даже при полностью сохранившей водонепроницаемость бронированной цитадели). Правда, пояс японских кораблей замыкался толстыми броневыми траверзами, у «полтав» же они были не только тоньше, но ещё и выполнены из брони весьма посредственного качества, поэтому бой на острых курсовых углах для русского корабля был опаснее.
Огромным недостатком «японцев» была слабая защита артиллерии главного калибра. Хотя их барбеты были толще, а броня качественнее, чем у русских кораблей, сами вращающиеся части защищались лишь 152-мм бронёй. Неудивительно, что, несмотря на значительное число попаданий в установки главного калибра за время русско-японской войны, лишь у «Фудзи» броня оказалась пробита, и лишь чудо спасло броненосец от гибели. Правда, конструкция русских башен оказалась переоблегчённой, а металлические мамеринцы грозили заклиниванием в бою из-за попадания осколков, но эти проблемы были решаемы: башни подкрепили, а мамеринцы срубили.
«На бумаге» «Фудзи» намного превосходил «полтавы» в скорости.
Таким образом, при меньшем водоизмещении «полтавы» имели в целом эквивалентную боевую мощь с «Фудзи», немного уступая в одних качествах и выигрывая в других. В целом можно сделать вывод, что эти корабли сочетали мощную артиллерию, неплохую бронезащиту и достаточную для своего времени скорость при сравнительно небольших размерах, что дало основания тогдашним справочникам считать их одними из наиболее сбалансированных броненосцев мира.